# Борго Валбелуна
Бо̀рго Валбелу̀на (на италиански: Borgo Valbelluna) е община в Северна Италия, провинция Белуно, регион Венето. Административен център на общината е село Мел (Mel), което е разположено на 362 m надморска височина. Населението на общината е 13 680 души (към 2019 г.).
Общината е създадена в 1 януари 2019 г. Тя се състои от предшествуващите общини Лентиай, Мел и Трикиана.